# 대한민국에서의 칼뱅 연구
이 문서에서는 1884년 조선에 칼뱅이 소개된 후 지금까지의 한국의 칼뱅에 대한 연구에 대한 역사에 대해 다룬다. 2009년 요한칼빈탄생500주년기념사업회에서 칼뱅에 대한 많은 논문들이 발표되어 <칼빈과 한국교회>으로 출판되었다.

## 배경
2009년은 종교개혁자인 칼뱅 탄생 500주년이 되는 해로서 전 세계에서 많은 관심이 있었다. 미국의 시사 주간지 타임에서도 세계를 변화시키는 사상들 가운데 하나로 칼뱅주의가 실렸다. 벤저민 워필드(B. B. Warfield)는 사도 바울에서부터 아우구스투스 그리고 16세기 루터이후 가장 영향력있는 인물로 보았다.
16세기 이후 서구 역사에서 칼뱅의 영향력은 보다 광범위했고 영속적이었다. 칼뱅의 가르침, 즉 칼뱅주의는 제네바에서 프랑스, 네덜란드, 항거리, 그리고 스코틀랜드 등 다양한 지역으로 확산되었다.

## 역사

### 기독교전래에서 1945년까지
칼뱅이 한국에 소개된 것은 1884년 알렌의 입국으로 시작된 선교사들의 도래 이후였다. 한국에서 칼뱅이라는 인물이 처음 소개된 것은 평양신학교에서였다. 평양의 장로회 신학교에서 교회사를 가르친 왕길지와 윌리엄 R. 부두일이 16세기 종교개혁에 관한 책을 쓰면서 칼뱅과 그의 사적이 구체적으로 소개된다. 1920년대에 와서 칼뱅은 보다 구체적으로 소개되기 시작한다. 이를 보여주는 대표적인 경우가 1922년 조선야소교서회가 발행한 게일 역 《교회긔》였다. 필자 미상의 《기독교의 역사》를 번역한 이 책은 어떤 점에서 최초의 통사적 교회 사서였다. 이 책을 통해 서양 교회사를 한국에 소개하면서 16세기 인물들을 소개하게 된다. 이 책과 아래에서 소개하는 오천경의 저작을 통해 칼뱅의 사적이 소개되고, '칼빈'이라는 표기가 정착하게 된다.
1920년대의 또 한 권의 역사서가 오천경의 《교회역사인물지》였다. 이 책은 초대 교회의 익나티우스(Ignatius, 익네시어스)에서 드와이트 L. 무디까지 40여명의 인물을 소개하고 있는데, 칼뱅에 대해서 비교적 자세하고 소개하고 있다. 즉 이 책에서 "1. 졔니바로 가기 전 생활,  2. 졔니바에서의 사업, 3. 뎌의 신학과 감화"라는 제목 하에서 칼뱅의 가정배경, 학교교육, 제네바에서의 개혁활동, 그리고 루터와의 비교를 통한 그의 성격 등을 설명하고 있다.
이상에서 말한 바처럼 칼뱅을 ‘갈빈’ 혹은 ‘갈윈’으로 표기하기도 했으나, 1920년대 전후 '칼빈'으로 정착하였고, 그의 삶의 여정과 개혁운동이 한국에 점차 소개되기 시작하였다.
한국교회에서 칼뱅에 대한 논문이 처음으로 발표된 때는 1924년 9월이었다. 《신학세계》
《신학지남》의 경우 1934년 7월호(통권 76호)에서 최초로 칼뱅을 소개하는 특집호를 발간했는데, 평양신학교 교수들의 7편의 논문이 게재되었다. 이 논문과 함께 칼뱅의 설교, “핍박”(Enduring Persecution for Christ)이 김재준의 번역으로 게재되었다.
이상의 논문이 칼뱅과 그의 신학의 문제를 취급하고 있으나 당시의 연구 결과를 반영한 논문으로 볼 수 없고, 단지 종교개혁의 위인으로서의 칼뱅의 업적을 소개하는 상식적 수준, 곧 현란한 부박(浮薄)에 지나지 않는다. 위의 7편의 논설을 포함하여 《신학지남》이 정간되는 1941년까지 23년간 게재된 칼뱅 혹은 칼뱅주의에 대한 논문은 오직 14편에 불과했다. 1936년에는 한국에서 최초로 칼뱅에 관한 단행본이 출간되었는데, 김태복의 《칼빈의 생애와 그 사업》이 그것이다.

### 1945년에서 1979년까지
1924년 칼뱅에 대한 최초의 논설이 발표된 후 1979년까지 55년간 발표된 칼뱅에 관한 논설은 약 200여 편에 달한다. 1918년 창간된 《신학지남》은 1941년 정간되었으나, 1954년 박형룡에 의해 복간되었다. 총회신학교 교장이었던 박형룡은 1954년 2월 1일자로 신학지남 복간호(23권 1호)를 발간하고, “신학의 지남침은 다시 움직인다”고 속간사를 썼다. 이 때부터 1979년까지 25년간 칼뱅에 관한 논문은 36편 게재되었다. 특히 1962년 통권 122호에서는 칼뱅 특집호를 발간하기도 했으나 1970년대까지는 양적으로나 질적으로 특별한 진전을 보지 못했다.
칼뱅, 혹은 칼뱅신학에 관한 최초의 석사학위 논문은 1961년 연세대학교 대학원에 제출된 박성모(朴成模)의 “칼빈의 인간이해와 근대 시민사회”였다. 이때부터 1979년까지 23편이 발표되었다. 이 중 7편은 1960년대에, 나머지 16편은 1970년대에 발표되었다. 칼뱅 신학과 유관한 주제의 한국인 학자들의 저작은 1936년 김태복의 《칼빈의 생애와 그 사업》에 이어 1959년부터 출간되었는데, 1979년까지 발간된 단행본은 8편에 달한다.
결론적으로 해방 후 한국사회의 변화의 소용돌이 속에서 자기 정체성 확립에 골몰했던 한국교회는 1970년대 이후 비로소 칼뱅에 대한 관심이 일어나고 구체적인 연구가 나타나기 시작했다는 점이다. 특히 칼뱅에 관한 외국학자들의 저작이 역간됨으로써 칼뱅신학에 대한 이해가 깊어졌고, 다음 시기 창의적 칼뱅 연구의 길을 열어갔다고 평가할 수 있다. 1972년대 와서 칼뱅의 전공가는 신복윤박사가 처음으로 ‘칼빈의 신 지식론’(Calvin's Doctrine of the Knowledge of God)로 박사학위를 받고 한국에서 본격적인 발전이 시작되었다.

### 1980년 이후
1980년대 이후 한국교회에서 칼뱅 연구는 새로운 단계를 맞게 된다. 이 시기에 와서 비로소 칼뱅학자가 나타나고, 칼뱅 혹은 칼뱅신학에 대한 깊이 있는 연구물이 출간되고, 또 기독교 강요 등 칼뱅의 원저들이 역간되기 시작했기 때문이다. 이전 시대 함일돈, 박형룡, 박윤선, 이종성, 한철하, 이근삼 등과 같은 칼뱅에 대한 특별한 관심을 가진 학자들이 없지 않았으나, 이들을 칼뱅 전공 학자로 보기에는 미흡한 점이 없지 않았다.
이 당시 한국에는 칼뱅신학에 특별한 관심을 가지고 연구했던 신복윤, 이근삼, 이종성, 정성구, 홍치모 등과 같은 학자들 외에도 칼뱅을 전공하여 학위를 얻은 20여명의 학자들을 배출했는데, 그 첫 인물이 기독교강요를 분석하여 그 책에 표명된 경험의 개념을 석명한 이수영이었다. 종래 한국교회는 칼뱅(Calvin)을 ‘칼빈’으로 표기해 왔으나 현지 음에 준하여 ‘깔뱅’으로 읽어야 한다고 주장하고 ‘깔뱅’ 혹은 ‘깔뱅주의’라는 표기를 확산시켰던 이가 바로 그였다. 말하자면 그는 인명, 지명 등에 대한 귀속주의를 제창했던 셈이다.
프랑스에서 유학했던 박건택 또한 칼뱅의 초기 작품을 역간하면서 칼뱅 연구의 토대를 제공하고자 했다. 국내에서 최초로 칼뱅을 전공하여 학위를 얻은 이는 연세대학교의 이양호 교수였다. 이수영, 박건택, 이양호 등을 시작으로 1990년대 이후 칼뱅 전문 연구가들이 배출된 것은 서구 추구성이라는 한계에도 불구하고 한국에서의 칼뱅 연구의 커다란 발전이었다.

## 한국의 칼뱅 연구가들
칼뱅으로 박사학위를 받은 학자를 중심으로 신복윤 박사 이후 칼뱅 연구로 학위를 취득한 이들은 다음과 같다(학위 취득 순).
- 이수영, La notion d'experience chez Calvin d'apres son Institution de la Religion Chrestienne, Strasbourg, 1984.
- 권호덕, Eduard Boehls Aufname der reformatorischen Theologie. besonders der Calvins, Heidelberg Universitaet, 1991.
- 박건택, Doctrine de la Sainte Cène chez Calvin, Université Paris IV-Sorbonne, 1984. (Problématique de la liberté dans l'oeuvre de Calvin, Université Paris IV-Sorbonne, 2006)
- 이양호, 칼빈의 기독교강요에 나타난 교회론, 연세대학교, 1985.
- 황정욱, Der junge Calvin und die Psychopannychia, Wuppertal kirchliche Hochschule, 1991.
- 유해룡, Bonaventura and John Calvin: The Restoration of the Image of God as a Mode of Spiritual Consummation, Fordham University, 1992.
- 최병섭, Christiliches Leben nach Calvin, Evangelische Theologische Fakultat zu Munster und Leuven, 1994.
- 김세광, The Relevance of John Calvin's Pneumatology for the Worship of the Presbyterian Churches in Korea, Boston Universdity, 1996.
- 이은선, 칼빈의 신학적 정치윤리, 총신대학교, 1996.
- 최윤배, De verhouding tussen pneumatologie en christologie bij Martin Bucer en Johannes Calvijn, Apeldoorn, 1996.
- 강경림, 칼빈과 니고데모주의, 총신대학교, 1997.
- 이정숙, Excommunication and Restoration in Calvin's Geneva, 1555-1556, Princeton Theological Seminary, 1997.
- 김재성, Unio Cum Christo: The Work of the Holy Spirit in Calvin's Theology, Westminster Theological Seminary, 1998.
- 박성현, John Calvin on Providence: The Relation of Providence to the Secondary Cause and Man's Sin, Calvin Theological Seminary, 1998.
- 안명준, Brevitas et Facilitas, A study of a vital aspect in the theological hermeneutics of John Calvin, University of Pretoria, 1998.
- 김재혁, Understanding of John Calvin's Doctrine of Salvation, Bernadena University, 1999.
- 황대우, Het mystieke lichaam van Christus: de ecclesiologie van Martin Bucer en Johannes Calvin, Apeldoorn, 2002.
- 신경수, Calvin's Theology of Holiness: A Study of the close connection between Calvin's doctrine of sanctification and Christian social ethics, and its implications for his view of reform in Geneva, University of Aberdeen, 2002.
- 문병호, Lex Dei Regula Vivendi et Vivificandi : Calvin’s Christological understanding of the law in the light of His concept of Christus Mediator Legis, University of Edinburgh, 2003.
- 안인섭, Augustine and Calvin about Church and State: A Comparison, Kampen Theological University, 2003.
- 박경수, John Calvin as an Advocate of Church Unity: A New Portrait of John Calvin, Claremont Graduate University, 2004.
- 조진모, Persevere in Sufferring with Good Conscience: John Calvin's View of Christian Suffering with an Emphasis on the Relationship between Divine Preservat, Westminster Theological Seminary, 2004.
- 오형국, 칼빈의 신학과 인문주의, 한국교원대학교, 2005.
- 추연옥, 칼빈의 신학에서 'fides qua creaditur' 평택대학교, 2005
- 윤천석, 칼빈신학에 있어서 교회본질 이해, 평택대학교, 2006
- 윤광원, 평택대학교, John Calvin의 신학에서 Abnegatio Nostri, 2009

## 칼뱅 연구에 대한 제안
한국에서 칼뱅이 소개되고 수용되는 것은 1910년대 전후이지만 칼뱅에 대한 실제적인 논구는 1970년에 시작되었고, 1980년대 이후 구체적인 연구가 나타나게 된다. 1980년대 이후는 실로 많은 연구가 이루어졌기 때문에 전체 문헌을 종합적으로 평가하고 칼뱅 연구의 행방을 정리하는 일이 남아있다.
해방 이전까지는 칼뱅, 혹은 칼뱅주의에 대한 관심이 미미했으나 선교사 함일돈과 박형룡은 이 신학 체계를 확립하고자 공헌했던 인물이었다. 프린스톤신학교 출신인 함일돈은 메이첸의 영향을 많이 받았던 인물로서 변증학 분야와 창세기 연구에 상당한 식견을 가진 학자였다. 1926년부터 1936년까지 숭실전문학교 교수로 봉직했던 그는 《신학지남》 19권, 4, 5, 6호 (1937년 7, 9, 11월호)에 〈칼빈주의〉라는 제목의 논설을 발표했는데, 이것이 한국에서의 ‘칼빈주의’라는 제목의 최초 논문이었다. 그는 이 글을 통해 칼뱅주의라는 신학 체계를 소개했다.
박형룡은 1937년 로라인 뵈트너의 《The Reformed Doctrine of Predestination》를 《칼빈주의 예정론》이란 제목으로 역간했는데, 이 책은 칼뱅주의 신학에 관한 최초의 역서였다. 특히 알미니안과의 비교를 통해 칼뱅주의 예정론을 석명한 이 책을 역간한 것은 한국 장로교회에 칼뱅주의적인 교의를 확립하고자 하는 역자의 의도가 있었다.
앞으로 한국에서의 칼뱅 연구는 원본을 통한 연구와 서구 신학자들의 연구에 대한 평가 그리고 칼뱅의 주석과 설교에 나타난 해석학에 대한 연구를 과제로 남겨두고 있다. 또한 칼뱅주의의 대세인 장로교회가 많은 한국교회에서 비판받고 있는 여러 문제들에 대하여 칼빈주의자들의 책임성있는 삶의 방향과 실천이 구체적으로 요구되고 있다.

## 참고 문헌
- 이상규 〈한국에서의 칼빈 연구〉 요한 칼빈 탄생 500주년 기념사업회, 학술심포지움, 2009, 6, 22.[5]

## 인용
1. ↑  “Time, Thursday, Mar. 12, 2009”. 2009년 3월 14일에 원본 문서에서 보존된 문서. 2010년 5월 6일에 확인함.
2. ↑  Warfield, Calvin and Augustine (The Presbyterian and Reformed Pub. Co, 1974), 26.
3. ↑  감리교의 신학잡지로 1916년에 창간되었다.
4. ↑  장신대학교에서 교수로 활동했던 그는 현재 새문안교회 담임목사로 활동하고 있다.
5. ↑  이상규 〈한국에서의 칼빈 연구〉 요한 칼빈 탄생 500주년 기념사업회, 학술심포지움, 2009, 6, 22.

## 같이 보기
- 요한 칼빈 탄생 500주년 기념사업회